# Bela čmerika
Bela čmerika (znanstveno ime Veratrum album) je trajnica z ovalnimi listi in močno koreniko, ki je samonikla tudi v Sloveniji. 

## Opis
V višino doseže do 150 cm in ima gladke ovalne liste, ki v dolžino dosežejo do 30 cm. Spodaj so mehkodlakavi, na rastlino pa so nameščeni premenjalno. Cvetovi so beli ali zelenkasti, združeni so v velika socvetja, ki in imajo močan in prijeten vonj. Korenika je kratka, zunaj sivo rjava, znotraj pa bela.
Strupena je vsa rastlina in vsebuje številne alkaloide, ki lahko pri uživanju povzročijo tudi smrt. Leta 1890 so iz bele čmerike izolirali alkaloid, ki so ga poimenovali protoveratrin. Kasnejše raziskave so pokazale, da je protoveratrin mešanica dveh sorodnih alkaloidov, protoveratrin A in protoveratrin B. Ker je bela čmerika podobna rumenemu svišču (Gentiana lutea) in čemažu (Allium ursinum), se lahko ljudje s čmeriko nevede zastrupijo.

## Razširjenost
Bela čmerika je samonikla po Evropi in delih zahodne Azije (zahodna Sibirija, Turčija, Kavkaz). V Sloveniji raste po vlažnih zakisanih neapnenčastih travnikih visoko v hribih, zato je v Sloveniji precej redka. Cveti od junija do avgusta.